# Tour Down Under 2006
El Tour Down Under 2006, vuitena edició del Tour Down Under, es disputà entre el 18 i el 22 de gener de 2006 sobre un recorregut total de 685 quilòmetres repartits entre cinc etapes. Era la sisena curta de l'UCI Oceania Tour 2005-2006.
La cursa fou guanyada per l'australià Simon Gerrans (AG2R Prévoyance), seguit per l'espanyol Luis León Sánchez (Liberty Seguros-Würth) i el també australiàRobbie McEwen (Davitamon-Lotto).
Quant a les classificacions secundàries, la classificació dels punts fou per a Allan Davis (Liberty Seguros-Würth), la de la muntanya per a Cadel Evans (Davitamon-Lotto), la dels joves per a William Walker (Rabobank ProTeam) i la dels equips pel Team UniSA.

## Equips participants
En la vuitena edició del Tour Down Under hi prenen part dotze equips, tres d'australians, un d'estatunidenc i vuit d'europeus.
| Southaustralia.com-AIS | Chocolade Jacques-Topsport Vlaanderen | Bouygues Telecom     |
| Team Milram            | Team UniS-Australia                   | Davitamon-Lotto      |
| Crédit agricole        | Liberty Seguros-Würth                 | United Water         |
| AG2R Prévoyance        | Liquigas-Bianchi                      | Navigators Insurance |

## Les etapes
| Etapa | Data        | Recorregut               | km     | Vencedor d'etapa | Líder de la general |
| ----- | ----------- | ------------------------ | ------ | ---------------- | ------------------- |
| 1a    | 18 de gener | Mawson Lakes - Angaston  | 148 km | Simon Gerrans    | Simon Gerrans       |
| 2a    | 19 de gener | Stirling - Hahndorf      | 146 km | Allan Davis      | Simon Gerrans       |
| 3a    | 20 de gener | Strathalbyn - Yankalilla | 154 km | Carlos Barredo   | Simon Gerrans       |
| 4a    | 21 de gener | Willunga - Willunga      | 147 km | Russell van Hout | Simon Gerrans       |
| 5a    | 22 de gener | Adelaida - Adelaida      | 90 km  | Allan Davis      | Simon Gerrans       |

## Classificació final
| Pos. | Ciclista          | Equip                                 | Temps       |
| ---- | ----------------- | ------------------------------------- | ----------- |
| 1    | Simon Gerrans     | AG2R Prévoyance                       | 16h 36' 54" |
| 2    | Luis Léon Sanchez | Liberty Seguros-Würth                 | + 7"        |
| 3    | Robbie McEwen     | Davitamon-Lotto                       | + 14"       |
| 4    | William Walker    | United Water-Australia                | + 46"       |
| 5    | Gene Bates        | UniSA-Australia                       | + 1' 48"    |
| 6    | Samuel Dumoulin   | AG2R Prévoyance                       | + 2' 42"    |
| 7    | Russell Van Hout  | UniSA-Australia                       | + 3' 00"    |
| 8    | Simon Clarke      | South Australia.com-AIS Cycling       | + 3' 19"    |
| 9    | Chris Jongewaard  | UniSA-Australia                       | + 3' 19"    |
| 10   | Glenn d'Hollander | Chocolade Jacques-Topsport Vlaanderen | + 3' 31"    |